# Amy Redford
Amy Hart Redford (22 oktober 1970) is een Amerikaans actrice. Ze maakte in 1999 haar film- en acteerdebuut als Elizabeth Brenner in de romantische komedie Giving It Up. Sindsdien verscheen ze in meer dan tien andere films, met name in het dramatische genre. Redford is een van de vier kinderen die acteur Robert Redford kreeg met zijn ex-vrouw Lola Van Wagenen, naast James (1962-2020), Shauna en Scott Anthony.
Naast het acteren maakte Redford in 2008 haar regiedebuut met het muzikale drama The Guitar, dat ze ook zelf produceerde.

## Filmografie
*Exclusief televisiefilms
| - First Person Singular (2009) - The Understudy (2008) - The Drum Beats Twice (2008) - Sunshine Cleaning (2008) - When I Find the Ocean (2006) - The Music Inside (2005) - Strike the Tent (2005) | - This Revolution (2005) - Last Man Running (2003) - Cry Funny Happy (2003) - Maid in Manhattan (2002) - Mergers & Acquisitions (2001) - Giving It Up (1999) |

- Biblioteca Nacional de España: XX5767839
- International Standard Name Identifier: 0000 0001 1476 8334
- Library of Congress Control Number: no2010088084
- Nationale Bibliotheek van Tsjechië: js20090429008
- SNAC: w6fg65kn
- Virtual International Authority File: 86411080
- WorldCat: E39PBJxWXjkFV4h7bwQfv8vrbd